# Церковь Николая Чудотворца (Шахты)
Церковь Николая Чудотворца (Свято-Никольский храм) — православный храм в городе Шахты.
Адрес: Ростовская область, город Шахты, посёлок Аютинский, улица Платова, 177.

## История

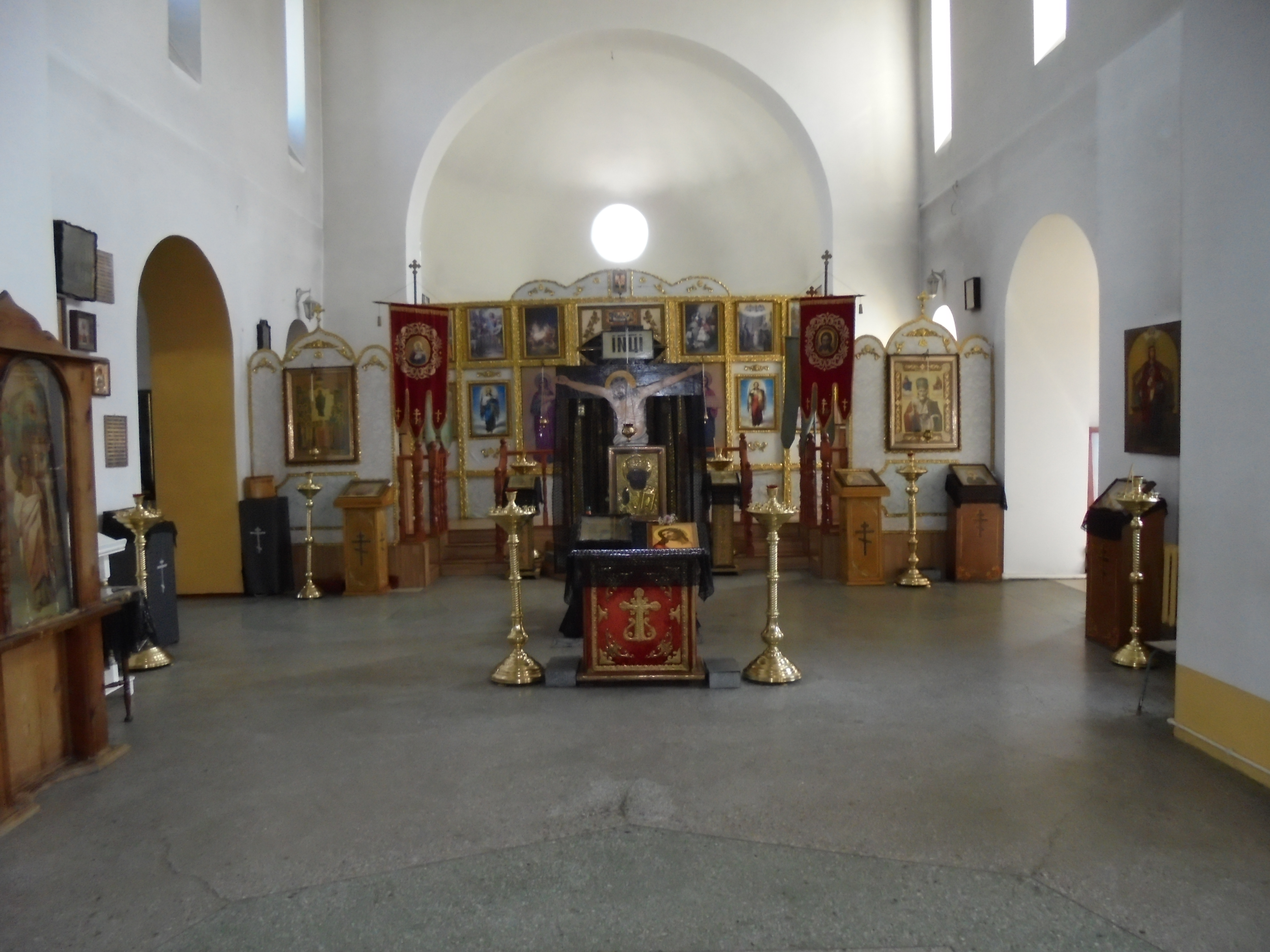
Церковь внутри

В 1902 году по инициативе жителей посёлка Аютинский была построена и в 1903 году освящена церковь во имя Святителя и Чудотворца Николая. Церковь была однопрестольной, имела три купола и колокольню:

«1 января 1903 года. Указ Его Императорского Величества Самодержца Всероссийского Николая Второго и Священного Правительственного Синода: Согласно представления Его Преосвященства Афанасия Архиепископа Донского и Новочеркасского, Священный Синод определяет при вновь устроенной Николаевской церкви в х. Власово-Аютинском Черкасского округа, открыть самостоятельный приход с причтом из священника и псаломщика, с тем, чтобы содержание сего причта обращалось исключительно на изысканные местные средства».

3 ноября в хуторе Власово-Аютинском состоялось торжество освящения нового хуторского храма во имя Спасителя Николая. Освящение было совершено шестью священниками Александровско-Грушевского благочиния с тремя диаконами и хором певчих из Новочеркасска. Хуторяне отпустили на расходы по освящению храма 900 рублей. Из Новочеркасска прибыло много гостей и должностных лиц, причём атаман был встречен в хуторе хлебом-солью. Во время предложенной после освящения закуски, было сказано несколько речей. Церковь была построена из камня и обошлась обществу в восемь тысяч рублей.
После революции церковь была закрыта, но не разрушена, в ней открыли клуб. Только в 1991 году перестроенный  Свято-Никольский храм возобновил свою работу. Новый храм имеет пять куполов, которые в 2012 году освятил Преосвященнейший епископ Игнатий.

## Духовенство
- Настоятель храма - иерей Иоанн Трофимов
- Почетный Настоятель храма - протоиерей Владимир Ильин[3]